# Ignacio Cervantes
Ignacio Cervantes Kawanag (ur. 31 lipca 1847 w Hawanie, zm. 29 kwietnia 1905 tamże) – kubański kompozytor i pianista.
Pobierał lekcje gry na fortepianie w Hawanie u Louisa Moreau Gottschalka oraz Nicolása Ruiza Espadero. W latach 1865–1868 studiował w Konserwatorium Paryskim pod kierunkiem Antoine François Marmontela i Charles’a-Valentina Alkana. Zetknął się tam również z Gioacchino Rossinim i Ferencem Lisztem. Po powrocie do Hawany występował z licznymi koncertami. Z powodów politycznych – jako zwolennik niepodległości wyspy – dwukrotnie, między 1875 a 1879 i 1898 a 1900 rokiem, musiał opuszczać Kubę. Za pierwszym razem przebywał w Stanach Zjednoczonych, za drugim w Meksyku.
Wysoko ceniony jako pianista, podziwiany był przez Liszta i Paderewskiego. W jego repertuarze dominowały utwory Bacha, Beethovena, Chopina, Mendelssohna i Liszta. Skomponował m.in. Symfonię C-dur (1879), Scherzo capricioso na orkiestrę (1886), cykl 21 utworów na fortepian Danzas cubanas (1875–1895), operę Maledetto (1895), zarzuele El submarino Peral (1889) i Los saltimbanquis (1899).
Był pierwszym kubańskim kompozytorem, który osiągnął międzynarodową sławę. Jego zasługą było połączenie lokalnych elementów kubańskich z europejską tradycją romantyczną.